# Вязы (Ленинградская область)
Вязы (до 1948 года Путус, фин. Putus) — посёлок в Приморском городском поселении Выборгского района Ленинградской области.

## Название
Топоним Путус происходит от антропонима, многие жители деревни носили фамилию Путус.
Зимой 1948 года деревня Путус получила новое название — Дачная, но через полгода это название было изменено на Вязы с обоснованием — «по природным условиям».
Переименование было закреплено указом Президиума ВС РСФСР от 13 января 1949 года.

## История

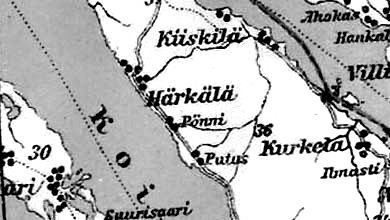
Деревня Путус на финской карте 1923 года

До 1939 года деревня Путус входила в состав волости Койвисто Выборгской губернии Финляндской республики.
С 1 января 1940 года — в составе Карело-Финской ССР.
С 1 июля 1941 года по 31 мая 1944 года деревня находилась в финской оккупации.
24 ноября 1944 года Выборгский район был передан из состава Карело-Финской ССР в состав Ленинградской области.
С 1 января 1949 года деревня Путус учитывается административными данными как деревня Вязы. В ходе укрупнения хозяйства к деревне было присоединено соседнее селение Пённи.
15 мая 1950 года Прибыловский сельсовет, где находилась деревня Вязы, был передан из Выборгского района в Приморский район.
3 апреля 1954 года территория Приморского района была передана в состав Рощинского района.
2 января 1957 года Прибыловский сельсовет был вновь перечислен — из Рощинского района в состав Выборгского района.
Согласно административным данным 1966 и 1973 года посёлок Вязы находился в составе Прибыловского сельсовета.
По данным 1990 года посёлок Вязы входил в состав Глебычевского сельсовета.
В 1997 году в посёлке Вязы Глебычевской волости проживали 2 человека, в 2002 году — 18 человек (все русские).
В 2007 году в посёлке Вязы Глебычевского ГП проживали 7 человек, в 2010 году — 52 человека.
8 мая 2014 года Глебычевское сельское поселение вошло в состав Приморского городского поселения.

## География
Посёлок расположен в западной части района на полуострове Киперорт.
Расстояние до ближайшей железнодорожной станции Приморск — 12 км. 
Посёлок находится на берегу Финского залива.

## Улицы
1-й Верхний проезд, 1-й Срединный проезд, 2-й Срединный проезд, Берёзовая, Береговая, Верхний проезд, Вязовский проезд, Еловая, Заповедная, Заповедный проезд, Изгибная, Изгибный проезд, проезд Лесное Поле, Пионерская, Сказочный проезд, Солнечный проезд, Сосновая, Чудесная, Чудный проезд.